# Leila Meskhi
Leila Meskhi épouse Nadibaidze (née le 5 janvier 1968 à Tbilissi) est une joueuse de tennis soviétique puis géorgienne, professionnelle de 1984 à 1996.
En 1986, elle a été championne du monde junior en double filles.
Leila Meskhi a gagné dix tournois WTA au cours de sa carrière (cinq en simple, cinq en double), outre une médaille de bronze en double dames aux Jeux olympiques de Barcelone en 1992, associée à Natasha Zvereva.

## Palmarès

### Titres en simple dames
| No | Date       | Nom et lieu du tournoi                 | Catégorie | Dotation  | Surface         | Finaliste         | Score         |          |
| -- | ---------- | -------------------------------------- | --------- | --------- | --------------- | ----------------- | ------------- | -------- |
| 1  | 06-11-1989 | Virginia Slims of Nashville, Nashville | Tier V    | 100 000 $ | Dur (int.)      | Helen Kelesi      | 6-2, 6-3      | Parcours |
| 2  | 29-01-1990 | Nutri-Metics, Auckland                 | Tier V    | 75 000 $  | Dur (ext.)      | Sabine Appelmans  | 6-1, 6-0      | Parcours |
| 3  | 01-10-1990 | Moscow Open, Moscou                    | Tier V    | 100 000 $ | Moquette (int.) | Elena Bryukhovets | 6-4, 6-4      | Parcours |
| 4  | 04-02-1991 | Fernleaf Butter Classic, Wellington    | Tier V    | 100 000 $ | Dur (ext.)      | Andrea Strnadová  | 3-6, 7-6, 6-2 | Parcours |
| 5  | 09-01-1995 | Schweppes Tasmanian Int'l Open, Hobart | Tier IV   | 107 500 $ | Dur (ext.)      | Li Fang           | 6-2, 6-3      | Parcours |

### Finales en simple dames
| No | Date       | Nom et lieu du tournoi                     | Catégorie | Dotation  | Surface         | Vainqueure        | Score         |          |
| -- | ---------- | ------------------------------------------ | --------- | --------- | --------------- | ----------------- | ------------- | -------- |
| 1  | 18-04-1988 | Singapore Open, Singapour                  | Tier V    | 50 000 $  | Dur (ext.)      | Monique Javer     | 7-6, 6-3      | Parcours |
| 2  | 27-02-1989 | Virginia Slims of Oklahoma, Oklahoma City  | Tier V    | 100 000 $ | Dur (int.)      | Manon Bollegraf   | 6-4, 6-4      | Parcours |
| 3  | 05-02-1990 | Fernleaf International Classic, Wellington | Tier V    | 75 000 $  | Dur (ext.)      | Wiltrud Probst    | 1-6, 6-4, 6-0 | Parcours |
| 4  | 05-11-1990 | Jello Classic, Indianapolis                | Tier IV   | 150 000 $ | Dur (int.)      | Conchita Martínez | 6-4, 6-2      | Parcours |
| 5  | 01-04-1991 | Family Circle Mag. Cup, Hilton Head        | Tier I    | 500 000 $ | Terre (ext.)    | Gabriela Sabatini | 6-1, 6-1      | Parcours |
| 6  | 23-09-1991 | Open Whirlpool-Ville de Bayonne, Bayonne   | Tier IV   | 150 000 $ | Moquette (int.) | Manuela Maleeva   | 4-6, 6-3, 6-4 | Parcours |

### Titres en double dames
| No | Date       | Nom et lieu du tournoi                    | Catégorie | Dotation  | Surface         | Partenaire        | Finalistes                        | Score         |          |
| -- | ---------- | ----------------------------------------- | --------- | --------- | --------------- | ----------------- | --------------------------------- | ------------- | -------- |
| 1  | 29-01-1990 | Nutri-Metics Auckland                     | Tier V    | 75 000 $  | Dur (ext.)      | Natalia Medvedeva | Jill Hetherington Robin White     | 3-6, 6-3, 7-6 | Parcours |
| 2  | 05-02-1990 | Fernleaf International Classic Wellington | Tier V    | 75 000 $  | Dur (ext.)      | Natalia Medvedeva | Michelle Jaggard Julie Richardson | 6-3, 2-6, 6-4 | Parcours |
| 3  | 22-02-1993 | Int’l Austrian Indoor Championships Linz  | Tier III  | 150 000 $ | Moquette (int.) | Eugenia Maniokova | Conchita Martínez Judith Wiesner  | Forfait       | Parcours |
| 4  | 05-04-1993 | Bausch & Lomb Championships Amelia Island | Tier II   | 375 000 $ | Terre (ext.)    | Manuela Maleeva   | Amanda Coetzer Inés Gorrochategui | 3-6, 6-3, 6-4 | Parcours |
| 5  | 07-02-1994 | EA-Generali Ladies Linz                   | Tier III  | 150 000 $ | Moquette (int.) | Eugenia Maniokova | Åsa Svensson Caroline Schneider   | 6-2, 6-2      | Parcours |

### Finales en double dames
| No | Date       | Nom et lieu du tournoi                | Catégorie | Dotation  | Surface         | Vainqueures                       | Partenaire        | Score         |          |
| -- | ---------- | ------------------------------------- | --------- | --------- | --------------- | --------------------------------- | ----------------- | ------------- | -------- |
| 1  | 21-09-1987 | Citizen Cup Hambourg                  |           | 150 000 $ | Terre (ext.)    | Claudia Kohde-Kilsch Jana Novotná | Natalia Bykova    | 7-6, 7-6      | Parcours |
| 2  | 18-04-1988 | Singapore Open Singapour              | Tier V    | 50 000 $  | Dur (ext.)      | Natalia Bykova Natalia Medvedeva  | Svetlana Cherneva | 7-6, 6-3      | Parcours |
| 3  | 06-06-1988 | Dow Chemical Classic Birmingham       | Tier V    | 150 000 $ | Gazon (ext.)    | Larisa Savchenko Natasha Zvereva  | Svetlana Cherneva | 6-4, 6-1      | Parcours |
| 4  | 20-02-1989 | Virginia Slims of Kansas Wichita      | Tier V    | 100 000 $ | Dur (int.)      | Manon Bollegraf Lise Gregory      | Sandy Collins     | 6-2, 7-6      | Parcours |
| 5  | 06-11-1989 | Virginia Slims of Nashville Nashville | Tier V    | 100 000 $ | Dur (int.)      | Manon Bollegraf Meredith McGrath  | Natalia Medvedeva | 1-6, 7-6, 7-6 | Parcours |
| 6  | 25-04-1994 | Citizen Cup Hambourg                  | Tier II   | 400 000 $ | Terre (ext.)    | Jana Novotná Arantxa Sánchez      | Eugenia Maniokova | 6-3, 6-2      | Parcours |
| 7  | 24-10-1994 | Nokia Grand Prix Essen                | Tier II   | 400 000 $ | Moquette (int.) | Maria Lindström Maria Strandlund  | Eugenia Maniokova | 6-2, 6-1      | Parcours |

## Parcours en Grand Chelem

### En simple dames
| Année | Open d'Australie | Open d'Australie | Internationaux de France | Internationaux de France | Wimbledon       | Wimbledon         | US Open        | US Open           |
| 1988  | -                | -                | -                        | -                        | 2e tour (1/32)  | M.J. Fernández    | 3e tour (1/16) | Terry Phelps      |
| 1989  | -                | -                | 1er tour (1/64)          | Helena Suková            | -               | -                 | 3e tour (1/16) | Gabriela Sabatini |
| 1990  | 3e tour (1/16)   | Steffi Graf      | 3e tour (1/16)           | Monica Seles             | 1er tour (1/64) | Karine Quentrec   | 1/4 de finale  | Gabriela Sabatini |
| 1991  | -                | -                | 4e tour (1/8)            | Jana Novotná             | -               | -                 | 3e tour (1/16) | Gigi Fernández    |
| 1992  | 4e tour (1/8)    | Monica Seles     | 4e tour (1/8)            | Conchita Martínez        | 1er tour (1/64) | Arantxa Sánchez   | 2e tour (1/32) | Naoko Sawamatsu   |
| 1993  | 1er tour (1/64)  | Nathalie Tauziat | 3e tour (1/16)           | Arantxa Sánchez          | 1er tour (1/64) | Magdalena Maleeva | 2e tour (1/32) | Katerina Maleeva  |
| 1994  | 1er tour (1/64)  | Anke Huber       | 3e tour (1/16)           | Anke Huber               | 1er tour (1/64) | Brenda Schultz    | 4e tour (1/8)  | Kimiko Date       |
| 1995  | 1er tour (1/64)  | Park Sung-hee    | -                        | -                        | -               | -                 | -              | -                 |

À droite du résultat, l’ultime adversaire.

### En double dames
| Année | Open d'Australie           | Open d'Australie           | Internationaux de France      | Internationaux de France   | Wimbledon                   | Wimbledon                  | US Open                     | US Open                    |
| 1987  | -                          | -                          | -                             | -                          | 1er tour (1/32) N. Zvereva  | M. Bollegraf M. Lindström  | -                           | -                          |
| 1988  | -                          | -                          | -                             | -                          | 2e tour (1/16) S. Cherneva  | Beth Herr K. Maleeva       | 1er tour (1/32) N. Bykova   | Iva Budařová S. Wasserman  |
| 1989  | -                          | -                          | 1er tour (1/32) Sandy Collins | Anne Minter J. Richardson  | -                           | -                          | 2e tour (1/16) N. Medvedeva | Steffi Graf G. Sabatini    |
| 1990  | 1/4 de finale N. Medvedeva | G. Fernández Robin White   | 3e tour (1/8) N. Medvedeva    | Mercedes Paz A. Sánchez    | 2e tour (1/16) N. Medvedeva | N. Tauziat J. Wiesner      | 1/4 de finale N. Medvedeva  | L. Neiland N. Zvereva      |
| 1991  | -                          | -                          | 3e tour (1/8) Kohde-Kilsch    | Elise Burgin Patty Fendick | -                           | -                          | 1/2 finale Mercedes Paz     | Pam Shriver N. Zvereva     |
| 1992  | 3e tour (1/8) Mercedes Paz | MJ Fernández Zina Garrison | 1er tour (1/32) Mercedes Paz  | Linda Wild Rennae Stubbs   | 2e tour (1/16) J. Wiesner   | Patty Fendick A. Strnadová | 3e tour (1/8) Elna Reinach  | Patty Fendick A. Strnadová |
| 1993  | 1er tour (1/32) B. Rittner | Patty Fendick J. Strnadová | 3e tour (1/8) E. Maniokova    | S. Cecchini P. Tarabini    | 2e tour (1/16) E. Maniokova | R. McQuillan C. Porwik     | 2e tour (1/16) E. Maniokova | M. Jaggard Rene Simpson    |
| 1994  | 3e tour (1/8) E. Maniokova | G. Fernández N. Zvereva    | 1/4 de finale E. Maniokova    | A. Coetzer Gorrochategui   | 2e tour (1/16) E. Maniokova | N. Medvedeva L. Neiland    | 2e tour (1/16) E. Maniokova | A. Coetzer Gorrochategui   |
| 1995  | 1/4 de finale E. Maniokova | G. Fernández N. Zvereva    | -                             | -                          | -                           | -                          | -                           | -                          |

Sous le résultat, la partenaire ; à droite, l’ultime équipe adverse.

### En double mixte
| Année | Open d'Australie | Open d'Australie | Internationaux de France     | Internationaux de France    | Wimbledon                    | Wimbledon                   | US Open                      | US Open                     |
| 1987  | -                | -                | -                            | -                           | 2e tour (1/16) A. Olhovskiy  | Elna Reinach Eddie Edwards  | -                            | -                           |
| 1990  | -                | -                | 1er tour (1/32) Girts Dzelde | E. Smylie Tomáš Šmíd        | -                            | -                           | -                            | -                           |
| 1992  | -                | -                | 2e tour (1/16) Girts Dzelde  | Patty Fendick Steve DeVries | 1er tour (1/32) Girts Dzelde | Rennae Stubbs Laurie Warder | 1er tour (1/16) Libor Pimek  | Patty Fendick Steve DeVries |
| 1993  | -                | -                | 2e tour (1/16) Brad Pearce   | Elna Reinach Danie Visser   | 1er tour (1/32) Mike Briggs  | L. Neiland Cyril Suk        | -                            | -                           |
| 1994  | -                | -                | -                            | -                           | -                            | -                           | 1er tour (1/16) Danie Visser | Hetherington J. de Jager    |

Sous le résultat, le partenaire ; à droite, l’ultime équipe adverse.

## Parcours aux Masters

### En double dames
| # | Date       | Nom de l'édition                      | ($)       | Surface         | Résultat   | Partenaire        | Ultimes adversaires          | Score         |          |
| - | ---------- | ------------------------------------- | --------- | --------------- | ---------- | ----------------- | ---------------------------- | ------------- | -------- |
| 1 | 12/11/1990 | Virginia Slims Championships New York | 3 000 000 | Moquette (int.) | 1/2 finale | Natalia Medvedeva | Mercedes Paz Arantxa Sánchez | 7-5, 4-6, 7-6 | Parcours |

## Parcours aux Jeux olympiques

### En simple dames
| # | Date       | Nom de l'olympiade             | Surface      | Résultat        | Ultime adversaire | Score     |          |
| - | ---------- | ------------------------------ | ------------ | --------------- | ----------------- | --------- | -------- |
| 1 | 20/09/1988 | Olympic Tennis Event Séoul     | Dur (ext.)   | 2e tour (1/16)  | Steffi Graf       | 7-5, 6-1  | Parcours |
| 2 | 28/07/1992 | Olympic Tennis Event Barcelone | Terre (ext.) | 1er tour (1/32) | Mary Pierce       | 7-65, 7-5 | Parcours |

### En double dames
| # | Date       | Nom de l'olympiade             | Surface      | Résultat | Partenaire      | Ultimes adversaires              | Score   |          |
| - | ---------- | ------------------------------ | ------------ | -------- | --------------- | -------------------------------- | ------- | -------- |
| 1 | 28/07/1992 | Olympic Tennis Event Barcelone | Terre (ext.) | Bronze   | Natasha Zvereva | Rachel McQuillan · Nicole Provis | Partage | Parcours |

## Parcours en Coupe de la Fédération
| #                                                               | Date       | Lieu    | Surface    | Gagnante(s)       | Perdante(s)   | Score          |          |
|                                                                 |            |         |            |                   |               |                |          |
| 1989 - 2e tour (groupe mondial) - URSS - Canada - 2 : 1         |            |         |            |                   |               |                |          |
| 1                                                               | 03/10/1989 | Tokyo   | Dur (ext.) | Helen Kelesi      | Leila Meskhi  | 6-1, 7-5       | Parcours |
|                                                                 |            |         |            |                   |               |                |          |
| 1990 - 1er tour (groupe mondial) - Brésil - URSS - 0 : 3        |            |         |            |                   |               |                |          |
| 2                                                               | 23/07/1990 | Atlanta | Dur (ext.) | Leila Meskhi      | Andrea Vieira | 6-74, 6-1, 6-2 | Parcours |
|                                                                 |            |         |            |                   |               |                |          |
| 1990 - 1/4 de finale (groupe mondial) - Pays-Bas - URSS - 1 : 2 |            |         |            |                   |               |                |          |
| 3                                                               | 23/07/1990 | Atlanta | Dur (ext.) | Brenda Schultz    | Leila Meskhi  | 6-71, 6-4, 6-3 | Parcours |
|                                                                 |            |         |            |                   |               |                |          |
| 1990 - 1/2 finale (groupe mondial) - URSS - Espagne - 2 : 1     |            |         |            |                   |               |                |          |
| 4                                                               | 23/07/1990 | Atlanta | Dur (ext.) | Conchita Martínez | Leila Meskhi  | 6-3, 7-5       | Parcours |
|                                                                 |            |         |            |                   |               |                |          |
| 1990 - Finale (groupe mondial) - États-Unis - URSS - 2 : 1      |            |         |            |                   |               |                |          |
| 5                                                               | 21/07/1990 | Atlanta | Dur (ext.) | Jennifer Capriati | Leila Meskhi  | 7-63, 6-2      | Parcours |

## Classements WTA en fin de saison

### En simple
| Année | 1986 | 1987 | 1988 | 1989 | 1990 | 1991 | 1992 | 1993 | 1994 | 1995 | 1996 |
| Rang  | 253  | 46   | 46   | 30   | 19   | 15   | 22   | 37   | 34   | 141  | 838  |

Source : (en) « Classements de Leila Meskhi », sur le site officiel du WTA Tour

### En double
| Année | 1986 | 1987 | 1988 | 1989 | 1990 | 1991 | 1992 | 1993 | 1994 | 1995 | 1996 |
| Rang  | 179  | 44   | 49   | 27   | 31   | 37   | 70   | 38   | 27   | -    | 400  |

Source : (en) « Classements de Leila Meskhi », sur le site officiel du WTA Tour